# Dayédé
Dayédé ou Dayédi est une commune rurale située dans le département de Manni de la province de la Gnagna dans la région de l'Est au Burkina Faso.

## Géographie
Dayédé est situé à l'Ouest de Mopienga près de Dassari. C'est une commune agropastorale à centres d'habitations dispersés sur un vaste territoire.

## Santé et éducation
Le centre de soins le plus proche de Dayédé est le centre de santé et de promotion sociale (CSPS) de Mopienga.